# Cinematografie
Termenul de cinematografie (din greacă κίνημα, kinema „mișcare” și γράφειν, graphein „a înregistra”) se referă la arta și la industria producătoare de filme, și inițial la tehnica de a înregistra fotografic unele scene și de a le reproduce prin proiectare luminoasă pe un ecran, pe baza unei tehnici brevetate sub numele francez de "cinématographe".